# Eukiefferiella fittkaui
Eukiefferiella fittkaui är en tvåvingeart som beskrevs av Lehmann 1972. Eukiefferiella fittkaui ingår i släktet Eukiefferiella och familjen fjädermyggor. Inga underarter finns listade i Catalogue of Life.